# Молодёжное Яблоко
«Молодёжное Яблоко» — всероссийская децентрализованная неформальная общественная организация и фракция политической партии РОДП «Яблоко», образованное в 1995, и реорганизованное в современный вид в 1997 году. С 2005 года является либо фракцией отделений партии, либо неформальным объединением молодых сторонников партии.

## История

### Формирование
Впервые молодёжная организация появилась как неформальное объединение в 1995 году для привлечения молодёжи на сторону общественно-политического объединения и привлечения его в политику на стороне либералов, именуясь как Молодёжный союз «Яблоко». Изначально, МСЯ был довольно децентрализован, имея собственные отделения в крупнейших городах России, которые открывались студентами крупных вузов как политические кружки в стиле подобных движений Российской Империи. Так, к примеру, Санкт-Петербургское отделение было создано студентами СПбГУ в рамках консолидации против первой чеченской войны и призывной системы в армию. Однако, в 1997 году, Эрик Лобах, будучи председателем объединения, и поссорившись с руководством Яблока, был исключён из партии, а его организация — распущена. Это привело к тому, что в мае 1997 года параллельно ликвидирующемуся МСЯ стали создаваться автономные и децентрализованные организации, получившее наименование — молодёжное «Яблоко». Первое отделение было создано в Москве, и ММЯ стало центром формирования новой структуры, которая к лету 1999 года насчитывала более 40 региональных отделений и активно рекрутировала сторонников среди студентов высших учебных заведений и был проведён первый всероссийский съезд организации.

### Становление организации
В период с 23 по 24 октября того же года был созван всероссийский съезд региональных представителей молодежных организаций Яблока, на котором был избран председатель объединения, сделав её более централизованной, а также была принята программа МЯ. В сентябре 2001 году председатель Шаромов вместе со своими сторонниками вышел из партии, а его место занял Илья Яшин. Сразу после этого Бюро ЦС Яблока образовало рабочую группу для подготовки Общероссийского совещания региональных молодёжных организаций «Яблока». В это время некоторые члены МЯ активно выступали против Явлинского, что также дестабилизировало ситуацию и затягивало проведение съезда. После долгой подготовки, Съезд внутрипартийного молодёжного объединения Российской демократической партии «Яблоко» состоялся 2 апреля 2005 года, на котором МЯ в очередной раз претерпела реорганизацию, став фракцией (т.н. «внутрипартийным объединением»), а её лидерами были установлены три сопредседателя крупнейших отделений МЯ. В этом же году, Санкт-Петербургское отделение было номинировано на премию молодёжной организации года. Через год, 3 июня 2006 года, прошёл второй съезд, где объединение было переименовано в «Молодёжное “Яблоко” – Молодые демократы». Кроме того, организации был окончательно придан статус внутрипартийной фракции – наподобие тех, что конституировались в РОДП в апреле–октябре того же года (женская, экологическая, правозащитная, солдатских матерей). В это время МЯ активно критиковала вводимые в стране молодёжные парламенты, заявляя, что в текущем виде данная система является антидемократической и выгодной исключительно правящей партии.

### Кризисные времена
К концу 2007 года МЯ попало в кризис, из-за чего его актив значительно сузился и угас. Лидер московского отделения был приговорён к тюремному сроку по обвинению в нападении на офицера полиции, которое и сам Большаков, и Яблока, и оппозиция категорически отрицала, назвав это политической расправой. Всё это, вместе с кадровыми перестановками в партии, а также исключением Яшина привело к тому, что МЯ де-юре осталось без высшего руководства, а в Бюро не оказалось ни единого его члена. Очередной ежегодный съезд так и не состоялся. В 2009 году, МЯ, на фоне активного давления властей, когда в организации внедрялись шпионы от проправительственных организаций, были проведены объединительные собрания для восстановления межрегиональных связей.

### Последующие события
В последующем, Молодёжное Яблоко де-факто представляет собой разобщённые региональные структуры, имеющие неясный статус и ведущие автономную децентрализованную деятельность, не имея единого руководства. 
В 2020 году, при поддержке отделений Молодёжного Яблока, была создана школа для молодых политиков.

## Противостояние с властью
За период своего существования, Молодёжное Яблоко постоянно организовывала оппозиционные акции протеста или иные формы выражения недовольства ситуацией в стране.
В 2006 году, Молодёжное Яблоко во главе Яшина выиграло иск в суде против кремлёвской марионеточной организации Россия молодая. Так, Московское отделение выпустила статью в Новой газете с заголовком: «В вузах возрождается институт стукачества: они даже сессию сдают с потрохами», где ММЯ обвиняла организацию РМ в том, что она создана по требованию руководства Бауманского университета и министерства образования для слежки за оппозиционными студентами и формирования института стукачества. В ответ на это, Россия молодая подала иск в суд, где проиграла дело.
В 2007 году, Молодёжное Яблоко провело акцию протеста против роспуска правительства, выступая против власти чекистов и авторитаризма государства. Акция была сорвана провокатором, который поджёг участников протеста.
В 2009 году МЯ наряду с другими оппозиционными молодёжными организациями заявила о том, что обнаружила полноценные шпионские сети и инспирированных членов проправительственных организаций, которые занимались шпионажем и собранием детальной информации о её участниках, что позже открыто признало движение Наши.
Начиная с 2017 года, организация подвергается масштабным преследованиям: на её членов натравливают т.н. «титушек» и черносотенцев, активные сторонники организации подвергаются судебным преследованиям, исключением из образовательных заведений, а на их родственников оказывается давление. В начале 2022 года, Санкт-Петербургское отделение объявила о приостановке своей деятельности из-за угрозы безопасности и жизни.
В конце 2023 года, на фоне президентских выборов, Свердловское молодёжное яблоко выпустила призыв к своей партии о регистрации Дунцовой от лица Яблока, запустив одноимённую петицию, которая за сутки набрала более 1,5 тысяч подписей.

## Скандалы
В декабре 2008 года из партии был исключён и снят со всех должностей Сопредседатель МЯ Илья Яшин из-за его личного конфликта с руководством партии, что привело к кризису управления организацией.
В декабре 2012 года, Санкт-Петербургское отделение объявила о самороспуске в связи с исключением некоторых её членов из партии по откровенно надуманным предлогам, что в дальнейшем привело к утечке молодёжных сил из отделения партии и учреждению МДД «Весна».